# Liste der Monuments historiques in Gilly-lès-Cîteaux
Die Liste der Monuments historiques in Gilly-lès-Cîteaux führt die Monuments historiques in der französischen Gemeinde Gilly-lès-Cîteaux auf.

## Liste der Immobilien
| Bezeichnung                  | Beschreibung | Standort                      | Kennzeichnung | Schutzstatus | Datum | Bild           |
| ---------------------------- | --- | ----------------------------- | ------------- | ------------ | ----- | -------------- |
| Grange de Saulx              | Scheune der Familie de Saulx, 13. Jahrhundert; heute Veranstaltungsort | 3 rue Jacques de Saulx (Lage) | PA21000077    | Classé       | 2015  |                |
| Château de Gilly-lès-Cîteaux | befestigtes Priorat des Abtei Cîteaux, 13. Jahrhundert, ab dem 17. Jahrhundert schlossartiger Landsitz der Äbte, 1791 als Nationalgut verkauft, heute als Hotel genutzt; Gebäudebestand im Wesentlichen aus dem 17. und 18. Jahrhundert; mit Wirtschaftsgebäuden, Wassergräben und Teilen der Parkanlage und der Inneneinrichtung | Place du Château (Lage)       | PA00112478    | Inscrit      | 1978  | weitere Bilder |

## Liste der Objekte
| Bezeichnung                                                  | Beschreibung                                                                        | Standort                                     | Kennzeichnung | Schutzstatus | Datum | Bild |
| ------------------------------------------------------------ | ----------------------------------------------------------------------------------- | -------------------------------------------- | ------------- | ------------ | ----- | ---- |
| Grabstein für Nicolas Richardot                              | Kalkstein, bezeichnet 1473                                                          | in der Kirche St-Germain-de-Paris (Lage)     | PM21001286    | Classé       | 1914  |      |
| Antependium                                                  | Leder, bemalt, 17. Jahrhundert                                                      | in der Kirche St-Germain-de-Paris (Lage)     | PM21001287    | Classé       | 1916  |      |
| Gemälde Marienkrönung                                        | Ölfarbe auf Leinwand, bezeichnet 1657                                               | in der Kirche St-Germain-de-Paris (Lage)     | PM21001288    | Classé       | 1938  |      |
| Chorgestühl, Kommunionbank und Wandvertäfelung des Chorraums | Holz, 18. Jahrhundert                                                               | in der Kirche St-Germain-de-Paris (Lage)     | PM21001289    | Classé       | 1966  |      |
| Zwei Engelsskulpturen                                        | Holz, farbig gefasst und vergoldet, bezeichnet 1715; aus der Abtei Cîteaux          | in der Kirche St-Germain-de-Paris (Lage)     | PM21004107    | Inscrit      | 1994  |      |
| Skulpturengruppe Heiliger Eligius mit zwei Engeln            | Aufsatz eines Prozessionsstabs; Holz, farbig gefasst und vergoldet, 18. Jahrhundert | in der Kirche St-Germain-de-Paris (Lage)     | PM21004108    | Inscrit      | 1994  |      |
| Skulptur Unterweisung Mariens                                | Aufsatz eines Prozessionsstabs; Holz, farbig gefasst und vergoldet, 18. Jahrhundert | in der Kirche St-Germain-de-Paris (Lage)     | PM21004109    | Inscrit      | 1994  |      |
| Skulptur Heiliger Vinzenz                                    | Aufsatz eines Prozessionsstabs; Holz, farbig gefasst und vergoldet, 18. Jahrhundert | in der Kirche St-Germain-de-Paris (Lage)     | PM21005161    | Inscrit      | 2017  |      |
| Skulptur Epona                                               | Kalkstein, gallo-römisch                                                            | Route de Saint-Philibert, im Maison Gisbourg | PM21001290    | Classé       | 1945  |      |